# Vlag van Seattle
De vlag van Seattle werd aangenomen door de gemeenteraad van Seattle op 16 juli 1990, vier dagen voor de start van de Goodwill Games die dat jaar in Seattle werden georganiseerd. De vlag is ontworpen door gemeenteraadslid Paul Kraabel.
Er zijn drie kopieën van de originele vlag gemaakt.

## Details
De vlag bevat de kleuren wit en blauwgroen. De witte golvende lijnen stellen de golven van de Puget Sound voor. In het midden van de vlag staat een gestileerd portret van opperhoofd Seattle. Hieromheen staat City of Goodwill en Seattle. City of Goodwill is sinds 16 juli 1990 het motto van de stad en betekent stad met goede wil.